# Patterson (Luizjana)
Patterson – miasto w Stanach Zjednoczonych, w stanie Luizjana, w parafii St. Mary.